# Loamneș, Sibiu
Loamneș, mai demult Loamnăș (în dialectul săsesc Loadmeš, în germană Ladmesch, Ladendorf, în maghiară Ladamos) este satul de reședință al comunei cu același nume din județul Sibiu, Transilvania, România.

## Transporturi
Localitatea a fost conectată la rețeaua feroviară în anul 1872, odată cu darea în folosință a Căii ferate Sibiu–Copșa Mică.

## Diverse
Despre izvoarele sărate gazeifere din satul Loamneș (Ladamos) a relatat František Pošepný în lucrarea sa publicată în anul 1871.